# Len Deighton
Leonard Cyril Deighton, más conocido como Len Deighton (Marylebone, 18 de febrero de 1929), es un escritor, artista gráfico, periodista, historiador militar y ocasional productor de cine británico, especializado en la novela de espías.
Tuvo un éxito considerable con su primera novela, The IPCRESS File, que se prolongó con las otras tres que tenían al mismo espía anónimo como protagonista. Asimismo, escribió tres trilogías de espías con Bernard Samson, agente de inteligencia británico, como protagonista. También incursionó en el teatro, publicó libros de cocina y aviones y escribió relatos históricos sobre eventos de la Segunda Guerra Mundial.

## Biografía
Leonard Cyril Deighton nació en el barrio londinense de Marylebone, a unos cinco minutos a pie de Baker Street, en 1929. Su padre era chófer y mecánico de Campbell Dodgson, curador del Museo Británico, mientras que su madre trabajaba como cocinera. «Nací en una casa con quince sirvientes, solo que mis padres eran dos de ellos», dijo en una entrevista. Desde joven se interesó por los aviones, y diseñaba modelos, y también le gustaba ver a su madre cocinar. Asimismo, era un voraz lector y pasaba horas en la biblioteca pública, donde desarrolló un gusto especial por el arte y la historia; su primer sueño, de hecho, fue convertirse en artista. Vivía puerta con puerta con Anna Vólkov, una inmigrante ultraderechista rusa que se oponía a la entrada de los británicos en la Segunda Guerra Mundial y que fue arrestada y acusada de violar la Ley de Secretos Oficiales al espiar para los nazis. Deighton, que en aquel momento contaba once años, presenció la detención: «Una noche me despertó el ruido de coches y voces. Mi madre y mi padre miraban por la ventana con la bata puesta. Me incliné y pude ver dos coches de policía de la marca Wolseley y media docena de hombres. Recuerdo vivamente la curiosa manera en que estaban aparcados, en diagonal. A Anna la metieron en un coche marca Wolseley y se la llevaron». Parte de su interés por las historias de espías devino de este arresto.
| Todavía soy un estudiante de arte, en realidad. No soy un escritor. Si hay algo bueno en mis libros son las descripciones que haría un estudiante de arte, porque los estudiantes de arte no son gente que dibuje bien, sino gente que observa con atención. —Deighton, en una entrevista para la BBC Four. |

Trabajó como empleado ferroviario y, con el estallido de la Segunda Guerra Mundial, hubo de marchar a servir en la Rama de Investigaciones Especiales de la Real Fuerza Aérea británica. Pese a que la contienda interrumpió su educación, tuvo la posibilidad de trabajar como fotógrafo mientras estaba de servicio. Una vez desmovilizado, estudió en la Saint Martin's School of Art y después, en 1952, consiguió una beca que le permitió acudir al Royal College of Art, donde se graduó tres años más tarde. Trabajó como cocinero, camarero, pastelero y auxiliar de vuelo de la British Overseas Airways Corporation, lo que le permitió visitar lugares tan cosmopolitas como Hong Kong, Beirut, El Cairo y Tokio. También escribió artículos y dibujó una serie de tiras de cocina para el Daily Express y The Observer. Se mudó después a Nueva York, donde, junto con Adrian Bailey, diseñó sobrecubiertas para los libros de la editorial fundada por André Deutsch y también para Penguin Books. Además, trabajó como ilustrador para las revistas Esquire y Good Housekeeping.
Durante unas vacaciones de tres meses en la Dordoña francesa, se embarcó en la redacción de la que sería su primera novela, The IPCRESS File, sin idea de cuánto tiempo le podría llevar. Por aquel entonces, tan solo se dedicaba a la escritura por diversión y dejó la obra cuando iba por la mitad. No la concluyó hasta el año siguiente, cuando volvió a encontrar tiempo de vacaciones; aun así, una vez finalizada, la guardó en un cajón y siguió con sus ilustraciones. No obstante, en una fiesta celebrada en Londres conoció a Jonathan Clowes, un agente literario que se ofreció a leerla y, en caso de que le agradase, intentar venderla. Así fue y, tras dos rechazos editoriales, encontró a dos editores —Bob Gottlieb, de Simon & Schuster, y la londinense Hodder & Stoughton— y la novela salió a la venta en 1962. Se vendieron más de dos millones de copias y la crítica la recibió con buenos ojos. El productor Harry Saltzman, que había terminado recientemente con Dr. No, la primera de las películas de la saga de James Bond, se interesó por los derechos de la novela de Deighton. Con Michael Caine en el papel de Harry Palmer —a Deighton le convencieron de que, de cara al cine, sería más comercial que su anónimo espía tuviera nombre—, el filme fue un éxito y el productor le pidió que escribiera una secuela.
Así, a su ópera prima le siguieron otras tres novelas protagonizadas por el mismo agente británico sin nombre de The IPCRESS File: Horse Under Water, Funeral en Berlín y Billion Dollar Brain se publicaron en esa misma década de los sesenta. Publicó también en esa década varios libros de cocina, como el Len Deighton's Action Cookbook (1965) y otros relacionados con la gastronomía francesa, y una guía del panorama urbanístico de la capital británica por aquella época, titulada Len Deighton's London Dossier (1965). A lo largo del periodo en que se publicaron estos libros, fue también director artístico en una agencia publicitaria de Londres, periodista de The Observer y editor de la sección de viajes de Playboy. Asimismo, escribió el guion del musical Oh! What a Lovely War y lo coprodujo. Sin embargo, no quedó contento con el resultado y decidió retirar su nombre de los créditos; más tarde, en una entrevista para la BBC, admitió arrepentirse de haberlo hecho.
A mediados de los setenta, escribió tres novelas de espías más: Spy Story (1975), Yesterday's Spy (1975) y Twinkle, Twinlke, Little Spy (1976). Ese mismo año, junto con Sean Connery y Kevin McClory, confeccionó el guion de Warhead, una película sobre el personaje de James Bond que no llegó a estrenarse. Durante la década de los setenta publicó también novelas y libros de historia militar relacionados con la Segunda Guerra Mundial que tuvieron una buena acogida entre los historiadores profesionales. A Bomber (1970), que narra un sobrevuelo de Alemania a los mandos de un bombardero inglés, le siguieron Fighter (1977), con un relato de la Batalla de Inglaterra, y Blitzkrieg (1979), que se centra en la victoria del ejército de Hitler en 1940. Asimismo, en 1978 publicó SS-GB, donde presenta una Gran Bretaña de posguerra bajo dominio nazi.
Deighton abordó, en los ochenta y los noventa, su proyecto más ambicioso: tres trilogías que giran sobre el personaje central de Bernard Samson, un agente británico que, a diferencia de otros espías ficticios, tiene una esposa y familia y ha de preocuparse también de los problemas domésticos. Las trilogías se sumergen en un mundo de deserciones y traiciones; en ellas, de acuerdo con las palabras de un crítico contemporáneo, «nadie ni nada es completamente bueno o completamente malo; todo el mundo es ambiguo y, al final, a todo el mundo le traicionan». Game, Set, Match, Hook y Line cubren el periodo comprendido entre las primaveras de 1983 y 1984 y el año 1987 y es Samson el que las relata en primera persona. Sinker, narrado en la tercera, se extiende desde 1977 hasta 1987 y rellena los huecos que se han dejado en las otras obras, mientras que la última trilogía de la saga opta de nuevo por la primera persona. Winter: A Berlin Family, 1899-1945, publicado en 1987, es un libro histórico, pero también aporta contexto familiar a la historia de Samson.
Tras la publicación de Spy Line —segunda novela de la segunda trilogía de Samson—, y con la partida de su editor, Bob Gottlieb, Deighton fichó por la editorial HarperCollins. Esta le ofreció un contrato de diez millones de dólares por cuatro libros; a saber: Spy Sinker, la última de las novelas de la trilogía, MAMista, City of Gold y Violent Ward. Asimismo, invirtió cien mil dólares para sufragar los gastos de la campaña, que incluía el viaje de Deighton a cinco ciudades a lo largo y ancho del globo para promocionar estos libros.
En 2012 publicó, en versión electrónica, James Bond: My Long and Eventful Search for His Father, con sus memorias relativas al también autor de novelas de espías Ian Fleming y su creación más famosa, James Bond.

## Escritura

### Proceso y técnica
Cuando se sumergió en la escritura de su primera novela, The IPCRESS File, Deighton no contaba con ninguna formación literaria, pero desarrolló con rapidez una rutina profesional. Asimismo, sus experiencias como estudiante de arte resultaron ser muy provechosas durante su carrera literaria:

Así que me trastabillé hacia la escritura de este libro [The IPCRESS File] con el optimismo alegre que brinda la ignorancia. ¿Era una representación de mí mismo? Bueno, ¿a quién más tenía? Tras completar los dos años y medio del servicio militar había sido, durante tres años, estudiante de la Saint Martin's School of Art, en Charing Cross Road. Soy un londinense. Crecí in Marylebone y, uno vez comenzada la escuela de arte, alquilé una habitación sucia y mugrienta a la vuelta de la esquina. [...] Llegué a conocer el Soho muy bien. Lo conocía de día y de noche. Les decía hola, ¿qué tal? a las 'señoritas', a los restauradores, a los gángsteres y a los polis corruptos. Cuando, tras unos años como ilustrador, escribí The IPCRESS File, gran parte de la descripción del Soho provenía de la vida observada por une studiante de arte allí residente.
Len Deighton, en la introducción a The Harry Palmer Quartet

En la introducción de The Harry Palmer Quartet, un volumen que reúne los cuatro libros que tienen como protagonista al «espía anónimo», Deighton asegura que desconoce la razón por la que comenzó a escribir libros. No obstante, asegura que, de joven, leía con fruición —se describe, incluso, como obseso de la lectura— y sin ningún sistema predeterminado ni selección lógica. Sí que tomaba notas, sin embargo, de aquellas opiniones e ideas que le resultaban nuevas.
Dado que los personajes tenían un peso importante en sus obras, antes de escribirlas redactaba hojas preliminares en las que describía a cada uno de ellos, y adjuntaba imágenes tomadas de periódicos de manera aleatoria, para poder hacerse una idea de su apariencia física. Trabajaba siempre con cinco años de antelación, lo que le llevaba a estar planeando varios libros en un mismo momento. Tal y como señala Lisa See en el libro Writing for your life, Deighton decidía qué idea trabajar y después le dedicaba seis meses al desarrollo de la trama y a la investigación. Además, el propio autor era consciente de las ventajas de ser escritor a la hora de preparar sus libros, ya que todo el mundo, según él, estaría ansioso por dejarse acompañar. Aunque creía que quizá era cierto que algunas de sus libros estaban compulsiva y excesivamente documentados, aseguraba tener justificación para ello: «Todo lo que se necesita es un profundo complejo de inferioridad: ninguna formación como escritor y haber crecido víctima del sistema de clases inglés». Opinaba, no obstante, que tanta documentación merecía la pena: «Los estadounidenses [puesto que sus libros también tenían un amplio mercado en el país americano] quieren que todos los cabos estén atados. Si se me olvida algo, siempre puedo ponerlo en el último libro».
Este largo proceso de documentación hizo que, si bien sus primeras obras salían al mercado de manera anual, con las siguientes los ínterin se fueron alargando y llegaron hasta los dos o los tres años. Al rememorar el proceso de creación de su primera novela, apunta que una parte importante de la inspiración para la creación de sus personajes pudo provenir de sus días como estudiante de arte:

Estoy convencido de que este primer libro [The IPCRESS File] tiene influencias de mi tiempo como director de arte de una muy inteligente agencia de publicidad de Londres. Pasaba los días rodeado de hombres jóvenes muy cultivados e ingeniosos que habían coincidido en Eton. Nos relajábamos en sillones de cuero en sus clubes de Pall Mall. [...] Más tarde, cuando creé el WOOOC(P), los servicios de inteligencia que aparecen aquí [en la novela], cogí la atmósfera social de esa elegante y brillante agencia y la inserté en unos despachos destartalados que tuve alquilados en algún momento en Charlotte Street.
Len Deighton, en la introducción a The Harry Palmer Quartet

Le gustaba trabajar aislado y libre de distracciones, por lo que redirigía su teléfono, de tal modo que las llamadas fuesen a parar a una agencia de mensajería mientras trabajaba. La rutina de trabajo que seguía era bastante estricta. Se sentaba a escribir a las nueve de la mañana y tecleaba hasta la una del mediodía, momento en que se sentaba a comer con su mujer y se enteraba de las noticias por la radio o por la televisión. Alrededor de las dos y veinte, volvía a su despacho y se enfrascaba en su trabajo hasta las siete, la hora de la cena. Después, hojeaba el periódico y revisaba el correo y, justo antes de acostarse, sobre las diez y media de la noche, repasaba lo que había escrito en el día. Esta rutina la seguía a rajatabla seis días a la semana, mientras que el domingo tan solo trabajaba hasta la hora de la comida. Por otra parte, percibía una baja estima por los artistas en su país y esto le llevó primero a mudarse a Irlanda y después a Francia, y vivió también durante algunos periodos de tiempo en Portugal. Al respecto llegó a decir que «Inglaterra es un país en el que a los artistas se les trata como a lecheros o fontaneros. Tienen un estatus muy bajo».

### Estilo
En 1960, cuando se decidió a escribir su primera novela, lo hizo en contraposición a lo que consideraba «literatura seria», que no le agradaba. Dentro de la novela detectivesca, le atraía, en especial, el estilo de «procedimiento policial»; de hecho, le dio a su propio estilo el sobrenombre de «procedimiento de espías»:

Me gustaba contar con un problema o enigma que pudiese seguir la acción del libro, pero quería que este fuese desaliñado y desordenado, como la vida. Quería que las caracterizaciones y el diálogo tuviesen el control sobre el enigma, y no al revés, como había sido el caso con las novelas detectivescas de los años treinta, que se habían convertido, más que en historias, en puzles.

Las primeras cuatro novelas, las del «espía anónimo», estaban organizadas a la manera de los dosieres —incluían el marco académico y anexos con información técnica adicional—, lo que les confería una sensación de mayor autenticidad. De hecho, el propio Deighton aseguró que escribía «tan bien como puedo para una audiencia lo más inteligente posible». Esto, no obstante, provocó que hubiera quienes, como señala Burton en su Historical Dictionay of British Spy Fiction, acusaran cierta complejidad en las diferentes tramas intrincadas. Uno de ellos fue Kingsley Amis, quien, sin embargo, se retractó más adelante: «En realidad, [las obras] son bastante buenas si uno deja de preocuparse por lo que está sucediendo».
La mayor parte de sus novelas están narradas en primera persona, ya que esto le permitía relatar la historia de forma subjetiva, a semejanza de como funciona la memoria. Según Deighton, «el héroe no cuenta la verdad exacta; ninguno de los personajes cuenta la verdad exacta. No quiero decir que cuenten las flagrantes e interesadas mentiras de los políticos, sino que su memoria se inclina hacia la justificación y la dignidad».
Los diálogos jugaban un papel fundamental en sus novelas y admitió que, en ese aspecto, le debía mucho a Raymond Chandler. En referencia a su novela titulada Violent Ward, dijo: «Crecí leyendo a Chandler. Creo que era capaz de producir un efecto magnífico al combinar la seriedad y lo gracioso». «Me gusta poder escuchar las conversaciones sin que la gente se gire para mirarme», aseguró en una entrevista.

### Temas
Igualitarismo
Varios autores identifican en las obras de Deighton una contraposición con otras novelas de espías de la época. Alan Burton, en su Historical Dictionary of British Spy Fiction, asegura que sus novelas «fomentaban una perspectiva más igualitaria y meritócratica [que contrasta] con las historias coetáneas de James Bond, con un héroe lacónico, antiautoritario, norteño y de clase baja».
Guerra Fría
La sombra de la traición planea sobre la mayor parte de sus novelas y es un tema recurrente, en parte porque en la década de los cincuenta tuvieron lugar las deserciones de Guy Burgess y Donald Maclean y en la de los sesenta, la de Kim Philby; todos ellos miembros del círculo de espías al servicio de los soviéticos conocido como los «cinco de Cambridge».
Realidad romántica en el mundo del espionaje
En un artículo titulado «Realidad romántica en las historias de espías de Len Deighton», Fred Erisman analiza cómo sus personajes —la pieza se centra, en concreto, en el «espía anónimo», Harry Palmer en las adaptaciones cinematográficas— se amoldan a la concepción romántica de la vida propugnada por filósofos como Thoreau o Walson. En «una sociedad dominada por la intriga, impregnada de oscuridad y traición», su espía protagonista es «un chico de la clase obrera de Burnley, contrario a toda autoridad, al que no le gusta ni se fía nadie que no sea de su propia clase». Este personaje se dedica a su labor como espía mientras lucha por una libertad personal, pero sus acciones no le terminan de satisfacer; «aunque lleva a cabo sus tareas de manera exitosa, incluso brillante, su habilidad profesional no compensa su insatisfacción personal con el mundo en el que ha de vivir». El autor del artículo señala que este personaje opta por una visión thoreauiana: «persigue la realidad interior en un mundo irreal en lo exterior». Es en la búsqueda de su propia realidad en la que se convierte en un «héroe romántico en un escenario del siglo XX» que describe así:

El mundo del espía de Deighton es uno fragmentado, evanescente, en el que nada es permanente y poco, confiable. Es un mundo del presente más que uno de la historia, en el que el individuo vive por el momento, ignorando la mayor parte de lo que ya se ha ido y renunciando a cualquier esperanza de conocer qué vendrá. Es un mundo de caos, en el que «ya no sabes dónde estás, quién eres ni quiénes son los demás».
Erisman, en «Realidad romántica en las historias de espías de Len Deighton»

Según Erisman, «es en su vida profesional en la que se desarrolla de manera más elaborada la autodeterminación romántica del espía». El protagonista es un espía profesional, que sabe que ha de dedicarse por completo: «la tarea ha de llevarse a cabo, sin importar con cuántos obstáculos se encuentre en su camino el agente». «La perspectiva con la que el narrador aborda la tarea —prosigue el autor, y esto también aplica al personaje de Bernard Samson— no viene determinada por motivos patrióticos, políticos o personales; con un trabajo que hacer, lo hace porque se ha de hacer». En resumen, el espía romántico que define en este artículo llega a ser esto:

Abriéndose paso entre el barro y el fango de engaño que rodean por fuerza a un espía, llega al fin a la firme realidad de la historia militar, la comida, la bebida, la música y el orgullo profesional. [...] Encuentra en las tenebrosas turbulencias del siglo XX un remanso tranquilo que puede hacer suyo. En su piso, con sus libros, sus discos y su cocina, se abstrae del resto del mundo. Establece una realidad inmutable e inamovible dentro de sí mismo, para sí mismo. Rodeado por fin de la verdadera realidad, vive de tal manera que cuando le llega la hora, un final que en el mundo del espionaje es probable que acaezca más pronto que tarde, no puede decir que no ha vivido.
Erisman, en «Realidad romántica en las historias de espías de Len Deighton»

## Recepción y crítica de su obra
Su primera incursión en el mundo de la novela, con The IPCRESS File, ya atrajo la atención de la crítica. En una reseña publicada en la revista cultural New Statesman, se decía: «No ha habido una llegada tan brillante al escenario sombrío desde que Graham Greene comenzase a entretener». La prosa, la caracterización y los argumentos de las historias que tenían al «detective anónimo» como protagonista tuvieron un eco positivo. «La escritura de este nivel, combinada o contrastada con el constante crepitar del diálogo, hacen de Deighton una especie de poeta de la novela de espías», apuntó el autor de novelas policíacas y crítico Julian Symons. Christopher Ford, que escribía para The Guardian, opinaba también que el autor había alcanzado unas altas cotas de sofisticación: «Convirtió la historia de espías en algo que se acercaba, por momentos, a las bellas artes». En lo referente al personaje protagonista, el crítico T. J. Binyon escribió para el Times que «la creación de este héroe de la clase trabajadora, un poco anárquico y sarcástico, fue la contribución más original de Deighton al thriller de espías».
La crítica también acogió con buenos ojos los libros de no-ficción escritos por el autor. El erudito George H. Reeves, por ejemplo, alabó Fighter (1977), un relato histórico de la Batalla de Inglaterra, por su meticulosa documentación: cuenta con «una abundancia de detalles [...] que deleitarán al especialista en historia militar», aseguró en sus líneas; además, dijo que tenía una «narrativa de buen ritmo y [...] una caracterización hábil que mantendrán la atención del lector general».
En cuanto a su legado como autor, George Grella lo calificó como «el maestro de la ficción de espías moderna [...] que crea una imagen convincentemente detallada del mundo del espionaje al tiempo que examina detenidamente la ética y la moral de ese mundo» Algunas de las obras de Deighton aparecen en la lista de «las 100 mejores novelas de crimen de todos los tiempos», confeccionada por la Crime Writers' Association: The IPCRESS File ocupa el octavo puesto, mientras que la trilogía Game, Set & Match está en el quincuagésimo octavo.

## Vida privada y personalidad
Deighton se casó con una neerlandesa llamada Ysabele, que hablaba de manera fluida ocho idiomas. Tuvo con ella dos hijos. Siempre fue muy receloso de su intimidad y raramente concedía entrevistas a la prensa. Lisa See, que pudo entrevistarlo con motivo de la publicación de Violent Ward, describe el arduo proceso que hubo de seguir:

Para organizar una entrevista durante la visita de Deighton a Los Ángeles, llamamos al publicista, quien le envía un fax a su agente, Jonathan Clowes, en Londres, quien, uno asume, se pone en contacto con el autor. Una vez acordados la hora y el lugar —la cafetería de un hotel, con la reserva a nuestro nombre—, todo el proceso funciona a la inversa. Dos días antes de la entrevista, [...] la mujer de Deighton (¡así que tiene mujer!) llama para verificar. Deja un número —no el suyo propio, por supuesto, sino el de un intermediario— [...] O bien Len Deighton es un espía —lo que ciertamente sugieren las fotos de las sobrecubiertas en las que aparece con gabardina— o bien está haciendo un espléndido trabajo imitando la sospecha, la intriga y el misterio de un agente clandestino.
Lisa See, en las páginas dedicadas a Len Deighton en Writing for your life

En parte por su desdén hacia el sistema británico, Deighton ha llevado siempre una vida nómada: sus hijos asistieron, en tan solo quince años, a varios colegios diferentes en diez países distintos.

## Obras
| Fuera de series - Only When I Larf u Only When I Laugh, 1967 - Bomber, 1970 - Close Up, 1972 - Yesterday's Spy, 1975 - SS-GB: Nazi-Occupied Britain 1941, 1978 (SS-GB: Inglaterra ocupada por los nazis, 1978) - Goodbye Mickey Mouse, 1982 - XPD, 1981 (XPD, 1981) - City of Gold, 1992 - Violent Ward, 1993 (El pabellón de los locos, 1996) Serie de Harry Palmer - The Ipcress File, 1962 (Ipcress: peligro de muerte, 1964) - Horse Under Water, 1963 - Funeral in Berlin, 1964 (Funeral en Berlín, 1965) - The Billion Dollar Brain, 1966 - An Expensive Place to Die, 1967 - Spy Story, 1974 (Juegos de guerra, 1985) - Twinkle, Twinkle, Little Spy o Catch a Falling Spy, 1976 (Atrapar al espía, 1980) Libros de cocina - Action Cook Book o Cookstrip Cookbook, 1965 - Ou est le Garlic? o Basic French Cooking, 1965 - ABC of French Food, 1989 - Len Deighton's French Cooking for Men, 2010 | Serie de Bernard Samson - Berlin Game, 1983 (El juego de Berlín, 1983) - Mexico Set, 1984 - London Match, 1985 (El partido de londres, 1985) - Spy Hook, 1988 (Anzuelo para espías, 1995) - Spy Line, 1989 (Sedal para espías, 1990) - Spy Sinker, 1990 - Faith, 1994 (Fe, 1997) - Hope, 1995 (Esperanza, 1998) - Charity, 1996 - Game, Set and Match, omnibus, 1986 Ensayo - Fighter: The True Story of the Battle of Britain, 1977 - Airship Wreck, 1978, con Arnold Schwartzman - Blitzkrieg: The Rise of Hitler to the Fall of Dunkirk, 1979 - Battle of Britain, 1980 - Blood, Tears and Folly: An Objective Look at World War II, 1993 - James Bond: My Long and Eventful Search for His Father, 2012 |

### Libros
- Burton, Alan (2016). Historical Dictionary of British Spy Fiction. Rowman & Littlefield. ISBN 978-1-44225-587-6.
- Deighton, Len (2013). The Harry Palmer Quartet. HarperCollins. ISBN 978-0-00753-147-9.
- Krueger, Christine L. (2014). Encyclopedia of British Writers, 19th and 20th Centuries. Infobase Publishing. ISBN 978-1-43810-870-4.
- See, Lisa (1995). «Len Deighton».  En Steinberg, Sybil, ed. Writing for Your Life, volume 2. Puschart. pp. 55-60. ISBN 978-0-91636-694-0.
- Seymour-Smith, Martin, ed. (1982). Novels and Novelists: A Guide to the World of Fiction. ISBN 978-0-31257-966-1.
- Symons, Julian (1985). Bloody murder. From the detective story to the crime novel: a history. Viking. pp. 228-229. ISBN 0-670-80096-1.
- Students Academy (—), Spy Fiction and Spy Fiction Writers (en inglés), ISBN 978-1-25702-981-5, consultado el 13 de marzo de 2019.
- Willetts, Paul (2015), Rendezvous at the Russian tea rooms (en inglés), Hacette, ISBN 978-1-47211-985-8.

### Artículos
- Erisman, Fred (abril de 1977). «Romantic reality in the spy stories of Len Deighton». The Armchair Detective 10 (2).

- Datos: Q505274
- Multimedia: Len Deighton / Q505274